# Angélica (1992)
Angélica é o quinto álbum de estúdio da apresentadora e cantora brasileira Angélica, lançado em junho de 1992 pela gravadora Columbia (atual Sony Music Brasil). O álbum reflete o crescimento da cantora em termos de idade e carreira, apresentando canções que falam de relacionamentos, sem deixar de dialogar com faixas que conversam com o mundo infantil.
A lista de faixas se destaca por apresentar versões em português de músicas internacionais populares. Entre as faixas notáveis estão "Romance Bom", uma versão de "Romantic World" da cantora americana Dana Dawson, e "Me Chama", versão de "Call Me" da cantora britânica Petula Clark. Os singles do álbum foram "Quis Fazer Você Feliz", versão de "If I Fell" dos Beatles e a música inédita "Blue Jeans", composta por Evandro Mesquita. 
Lançado com sucesso, recebeu disco de ouro pela Associação Brasileira dos Produtores de Discos (ABPD) por suas vendas de mais de 100 mil cópias no Brasil.

## Produção e gravação
O álbum foi produzido por Michael Sullivan, o primeiro da artista a ser produzido por ele, uma vez que todos os seus álbuns anteriores foram produzidos por Marco Mazzola. Sulivan o produziu sob coordenação musical de Junior Mendes, e com arranjos feitos por Duda Nogueira. Em relação a capa e aos encartes, as fotos foram tiradas por Marcelo Faustini, a direção de arte é de Carlos Nunes.

### Canções
O álbum apresenta algumas versões de músicas internacionais, a saber:
"Romance Bom" é uma versão em português da canção (original e em inglês) "Romantic World", gravada pela cantora americana Dana Dawson. Escrita por Romano Musumarra e Porter Carroll, foi lançada em dezembro de 1990 como o primeiro single do álbum Paris New York and Me. Na França alcançou o pico na posição de número 4. Na Europa atingiu a posição de número 21, na parada European Hot 100 Singles, da revista Music & Media.
"Me Chama" é uma versão da canção "Call Me", composta por Tony Hatch e gravada pela cantora e atriz britânica Petula Clark. Atingiu a posição de número 7 na Argentina. A música se tornou popular nos Estados Unidos através da versão cover feita por Chris Montez, atingindo a posição de número 22 na Billboard Hot 100, em 1966.
"Mãos ao Alto (Quero Seu Coração)" é uma versão de "Hands Up (Give Me Your Heart)", da dupla francesa Ottawan, que alcançou boas posições nas paradas musicais de diversos países, tais como: Austrália (#25), Noruega (#1), Nova Zelândia (#1), Suécia (#2) e Áustria (#3).
"Eletricidade" é uma versão da música "Electricidad" (original em espanhol), composta por Rafael Pérez e incluída no álbum Sólo pienso en ti, de 1991 da cantora e atriz mexicana Lucero A versão em português foi feita por Cláudio Rabello.

## Lançamento e divulgação
Lançado em 1992, a divulgação contou com aparições em programas de TV, videoclipes e uma turnê em cidades brasileiras. A canção "Quis Fazer Você Feliz" ganhou um videoclipe exibido no programa Fantástico, da TV Globo, em 1992, dirigido por José Mário.
Em sua participação no programa Domingão do Faustão, da TV Globo, a cantora revelou ao apresentador Fausto Silva que começara uma turnê promocional por várias cidades brasileiras. Na ocasião ela cantou o primeiro single do trabalho, além de "Vou de Táxi", um de seus maiores sucesso, incluído em seu bem-sucedido disco de estreia, de 1988.

## Singles
"Quis Fazer Você Feliz" foi lançada como primeiro single em 1992. Trata-se de uma versão em português, feita por Rossini Pinto, da música "If I Fell" de Lennon e McCartney. "If I Fell" foi lançada como lado B do single americano "And I Love Her", dos Beatles, pela gravadora Capitol, e alcançou a posição de número 53 na Billboard Hot 100. No Canadá atingiu o pico no número 28, na Noruega chegou ao primeiro lugar. A versão de Angélica tem harmonia do grupo Roupa Nova, que também se faz presente também no coro, arranjos e teclados. De acordo com o jornal A Tribuna, foi bastante executada nas rádios brasileiras.
"Blue Jeans" foi o segundo e último single do álbum, também lançado em 1992. A música é uma das faixas inéditas incluída no disco e foi composta por Evandro Mesquita.

## Desempenho comercial
Comercialmente, o álbum obteve êxito, repetindo assim, todos os álbuns que o precederam. A Associação Brasileira dos Produtores de Discos (ABPD) o certificou como disco de ouro em 1992, após auditar vendas de mais de 100 mil cópias levadas as lojas. Dessa forma, tornou-se o quinto da discografia da cantora a ser condecorado com o prêmio. 

## Lista de faixas
- Créditos adaptados do CD Angélica, de 1992.[1]

| N.º | Título                                                            | Compositor(es)                                                     | Duração |  |
| 1.  | "Quis Fazer Você Feliz" (If I Fell)                               | John Lennon / Paul McCartney · Vrs.: Rossini Pinto                 | 3:12    |  |
| 2.  | "Romance Bom" (Romantic World)                                    | Porter Carroll / Romano Musumarra · Vrs.: Sérgio Lopes             | 4:03    |  |
| 3.  | "Além das Nuvens"                                                 | Michael Sullivan / Paulo Massadas                                  | 5:35    |  |
| 4.  | "Mãos ao Alto (Quero Seu Coração)" (Hands Up, Give Me Your Heart) | Daniel Vangarde / Jean Kluger / Nelly Byl · Vrs.: Michael Sullivan | 3:17    |  |
| 5.  | "Brincar Com Fogo"                                                | Júnior Mendes / Cau Mendes                                         | 5:04    |  |
| 6.  | "É Amor"                                                          | Maurício Gaetani                                                   | 4:42    |  |
| 7.  | "Pronta Pra Você*"                                                | Cláudio Rabello / Renato Corrêa                                    | 3:52    |  |
| 8.  | "Blue Jeans"                                                      | Evandro Mesquita / Vinícius Cantuária                              | 4:12    |  |
| 9.  | "Eletricidade" (Electricidad)                                     | Rafael Pérez · Vrs.: Cláudio Rabello                               | 4:28    |  |
| 10. | "Bom Dia"                                                         | Maurício Duboc / Paulo Sérgio Valle                                | 4:59    |  |
| 11. | "Exército do Surf" (L'Esercito del Surf)                          | Iller Pattacini / Mogol · Vrs.: Neusa de Souza                     | 3:44    |  |
| 12. | "Me Chama" (Call Me)                                              | Tony Hatch · Vrs.: Sérgio Lopes                                    | 3:29    |  |
| 13. | "Que Saudade"                                                     | Augusto César / Paulo Sérgio Valle                                 | 3:21    |  |
| 14. | "Na Porta do Colégio*" (La Puerta del Colegio)                    | Alberto Estebanez / Mikel Herzog · Vrs.: Cláudio Rabello           | 3:45    |  |

* Bônus Track em CD e K7

## Certificações e vendas
| Brasil (Pro-Música Brasil)                       | Ouro | 1992 | 100.000* |
| *número de vendas baseado apenas na certificação |      |      |          |